# Chorebus sylvestris
Chorebus sylvestris är en stekelart som beskrevs av Griffiths 1967. Chorebus sylvestris ingår i släktet Chorebus och familjen bracksteklar. Arten är reproducerande i Sverige. Inga underarter finns listade i Catalogue of Life.